# Pablo Neruda
Pablo Neruda (født 12. juli 1904, død 23. september 1973) var en chilensk digter, diplomat og politiker. I 1971 modtog han Nobelprisen i litteratur. Han anses for at være en af de vigtigste latinamerikanske digtere i det 20. århundrede. Hans rigtige navn var Ricardo Eliecer Neftalí Reyes Basoalto, men han brugte pseudonymet Pablo Neruda (efter den tjekkiske forfatter og digter Jan Neruda), for at hans forældre ikke skulle opdage, at han imod deres ønsker arbejdede som forfatter; senere tog han navnet Neruda. Under valgkampen i 1970 stillede Neruda op som præsidentkandidat for Kommunistpartiet, men trådte tilbage for at støtte Folkefrontens samlede præsidentkandidat Salvador Allende. Da en militærjunta væltede Præsident Allende 11. september 1973, knustes alle Pablo Nerudas drømme og håb. Neruda døde den 23. september, 1973 på et privathospital i Santiago, formentlig efter at være blevet forgiftet med bakterien clostridium botulinum.

## Biografi

### Barndom og ungdom
Neruda blev født i byen Parral 350 km syd for Santiago. Hans far, José del Carmen Reyes Morales, arbejdede ved jernbanen og moren, Rosa Neftalí Basoalto Opazo, var lærerinde og døde to måneder efter Nerudas fødsel. Efter morens død flyttede familien til Temuco, hvor hans far giftede sig igen.
Den unge Neruda blev kaldt "Neftalí", der var hans mors navn. På mange måder modsatte Neruda sig faderens krav og i protest begyndte han at skrive. På skolen, hvor han gik, arbejdede den fremtidige Nobelpris-modtager Gabriela Mistral, der opildnede Neruda til at fortsætte sit skriveri.
Hans første udgivelse var et essay tryk i den lokale avis "La Mañana", som han skrev i en alder af 13 år. I 1920 skrev han under pseudonymet Pablo Neruda og var allerede kendt for sine digte og essays.

### Veinte Poemas
I 1921 flyttede den unge Neruda til Santiago for at studere fransk ved universitetet. Han havde planer om at læse til lærer, men opgav snart alt til fordel for digtene. I 1923 udgav han sin første digtsamling Crespusculario og året efter udkom Veinte poemas de amor y una canción desesperada (Tyve kærlighedsdigte og en fortvivlet sang). Digtene var en samling kærlighedsdigte med meget erotik. Trods kritik blev digtene oversat til en lang række sprog, solgte over en million eksemplarer og blev i sidste ende Nerudas mest kendte arbejde.
Neruda var nu kendt både i Chile og i udlandet, men alligevel levede han stadig i fattigdom. I 1927 blev han konsul i Rangoon, Burma. Senere var han udstationeret i Colombo (Ceylon), Batavia (Java) og Singapore. I Java mødte han sin første kone, María Antonia Hagenaar Vogelzang, Maruca.

### Den Spanske Borgerkrig
Tilbage i Chile blev Neruda udnævnt som diplomat i Buenos Aires og senere i Barcelona. Her overtog han jobbet som konsul i Madrid efter Gabriela Mistral. Som konsul mødte han store spanske kunstnere som Rafael Alberti og García Lorca. Desuden blev han skilt fra Vogelzang og giftede sig i stedet med den argentinske kvinde Delia del Carril.
Ved begyndelsen af den spanske borgerkrig blev Neruda for første gang indblandet i politik. Han udviklede sig politisk og blev kommunist. Neruda støttede den spanske regering i kampen mod General Francisco Franco og udgav en samling digte kaldet España en el corazón ("Spanien i hjertet").
Som konsul arbejdede Neruda med at få spanske flygtninge ud af Spanien. Neruda fik ansvaret for at få 2000 spanske flygtninge i sikkerhed i Chile på et skib kaldet "The Winnipeg". Dette kaldte Neruda for "Det mest menneskelige arbejde jeg nogensinde havde udført"
Efterfølgende blev Neruda ansat som generalkonsul i Mexico City, hvor han arbejdede fra 1940-43.

### Tilbage i Chile
Tilbage i Chile i 1943 arrangerede Neruda en tur til Peru, hvor han besøgte Machu Picchu. Det var her han begyndte at interessere sig for sine amerikanske forfædre og begyndte at skrive digtsamlingen Alturas de Macchu Picchu, som han udgav i 1945. Denne digtsamling blev samtidig starten på arbejdet til hans kendte samling Canto General.

### Senator
Den 4. marts 1945 blev Neruda valgt som senator for kommunistpartiet, opstillet i den nordlige provins Antofagasta.
I 1946, det radikal partis præsidentkandidat Gabriel González Videla ansatte Neruda som sin kampagneleder. González Videla blev støttet af en koalition af venstreorienterede partier. Men da han blev valgt som præsident begyndte han at kæmpe mod kommunistpartiet. Han beordrede massakren på kommunistiske minearbejdere i Lota i 1947, hvor han også sendte et stort antal kommunister i fængsel og internerede dem i koncentrationslejren i Pisagua. Under en tale i det chilenske senat anklagede Neruda Videla for disse overgreb og opfordrede til brud med Videla.

### Eksil
Som følge af Videlas modstand mod kommunistpartiet gik Neruda under jorden og gemte sig i over et år. I september forbød Videla kommunistpartiet og Neruda flygtede i begyndelsen af 1949 over Andesbjergene til Argentina på hesteryg.
Neruda var i eksil i tre år, bl.a. i Argentina, hvor han blev venner med Miguel Ángel Asturias. Neruda brugte Asturias' pas for at komme til Paris. Pablo Picasso modtog Neruda i Paris, hvor han talte ved et stort fredsmøde. De chilenske myndigheder benægtede imidlertid, at det havde været muligt for Neruda at forlade Chile.
Den biografiske dramafilm Neruda (en) (af Pablo Larraín) fra 2016 omhandler den dramatiske flugt og tiden optil.
Neruda brugte tiden i eksil på at rejse rundt i Europa, Indien, Kina og i Sovjetunionen. Under en tur til Mexico blev Neruda syg og en chilensk musiker, Matilde Urrutia, blev ansat til at passe ham. Det udviklede sig og de blev senere gift.
Mens Neruda var i Mexico udgav han digtsamlingen Canto General, der omhandlede historie, geografi, blomster, natur og politik. Neruda havde skrevet en stor del af denne digtsamling, mens han var under jorden i Chile. Canto General blev også udgivet i Chile, hvor den skabte stor ballade blandt Videlas tilhængere.

### Tilbage i Chile
I 1952 gik Videla af som præsident og kommunistpartiet blev igen lovligt. Det var samme år, at socialistpartiet udnævnte deres præsidentkandidat Salvador Allende, som trods støtte fra Neruda, tabte præsidentvalget.
Neruda brugte nu al sin tid på at skrive og udgive digte. Han nød desuden allerede international berømmelse og hans digte blev kopieret og udgivet på en lang række sprog. I Chile var han desuden blevet en anerkendt politisk kommentator.
I 1966 blev Neruda inviteret til at deltage i en international forfatterkonference arrangeret af FN. Officielt var han ikke velkommen i USA, da han var kommunist, men konferencens organisator Arthur Miller skaffede Neruda visum.
På vej hjem til Chile besøgte Neruda Peru, hvor han blev modtaget af Præsident Fernando Belaúnde Terry. Belaúnde havde boykottet samarbejdet med Cuba og Neruda blev kritiseret for at have besøgt fjenden. Dette sårede Neruda dybt, da han havde været en af fortalerne for den cubanske revolution og han besøgte aldrig Cuba igen.

### Sidste år
Under valgkampen i 1970 stillede Neruda op som præsidentkandidat for Kommunistpartiet, men trådte tilbage for at støtte Folkefrontens samlede præsidentkandidat Salvador Allende. Allende blev præsident og udnævnte samme år Neruda som Chiles ambassadør i Frankrig, hvor han var ansat fra 1970-72. Han trådte tilbage i 1972 som følge af et svækket helbred.
I 1971 modtog Neruda Nobelprisen i litteratur. Der var stor diskussion om hvorvidt Neruda var berettiget til at modtage prisen, grundet hans politiske meninger. Til hans held insisterede den svenske oversætter Artur Lundkvist på at Neruda skulle have den.
I 1973 var Neruda dødeligt syg af prostatacancer. Da han vågnede om morgenen 11. september 1973 og hørte om militærkuppet, angrebet på præsidentpaladset El Palacio de la Moneda og præsident Salvador Allendes død, blev Neruda grebet af dyb sorg. Efter general Augusto Pinochets magtovertagelse så Neruda bogstavelig talt sit håb for et demokratisk, socialistisk Chile gå op i røg. Militæret anholdt tusinder af Allende-tilhængere og brændte marxistisk litteratur af i gaderne. Da Nerudas hus på Isla Negra blev undersøgt af militæret, sagde Neruda en berømt bemærkning til den øverstbefalende:
"Se dig omkring – der er kun en ting her, der er farlig for jer – poesien"
Neruda døde af kræft om aftenen den 23. september 1973 på et hospital i Santiago. Begge hans huse i Valparaíso og Santiago blev vandaliseret af militæret. Nerudas begravelse udviklede sig til den første demonstration mod militærdiktaturet og flere tusinde trodsede militæret og deltog i optoget gennem Santiago.
Nerudas navn og digte blev forbudt under militærdiktaturet og han blev et folkeligt symbol på modstanden mod Pinochet.
Neruda ejede tre huse i Chile og de er i dag åbnet for offentligheden og lavet om til museer.

## Digte sat til musik
Nerudas digte er blevet sat i musik af bl.a. Sergio Ortega, Daniel Viglietti, Mikis Theodorakis, Los Jaivas, Michael Bojesen og Allan Pettersson.